# عملاق أزرق (مانغا)
عملاق أزرق (بالإنجليزية: Blue Giant)‏ هي سلسلة مانغا يابانية نشرت في مجلة بيغ كوميك من مايو 2013 حتى أغسطس 2016 وتم جمعها في 10 تانكوبون.